# 京王プラザホテル札幌
京王プラザホテル札幌（けいおうプラザホテルさっぽろ、英: KEIO PLAZA HOTEL SAPPORO）は、札幌市中央区に所在する株式会社京王プラザホテル札幌が運営する京王プラザホテルチェーンのホテル。京王グループに属する。
京王プラザホテルとともにプリファード・ホテル・グループに加盟している。

## 沿革
- 1981年（昭和56年）5月16日：株式会社京王プラザホテル札幌を設立[2]。
- 1982年（昭和57年）5月16日：京王プラザホテル札幌が開業[1][6]。
- 1992年（平成4年）：ウエディングチャペルを新設[7]。
- 1999年（平成11年）：インドアプラザをプラザホールに改装[7]。
- 2001年（平成13年）：カリヨンを新設[7]。
- 2002年（平成14年）：札幌市「福祉のまちづくり条例」適合第1号ホテルに認定[7]。
- 2003年（平成15年）：スカイバンケットルーム新設[7]。
- 2009年（平成21年）：札幌市食品衛生管理認証制度（さっぽろHACCP）を取得（2011年にすべての厨房で取得、2016年に「プレミアム認証」取得）[8][9]。
- 2012年（平成24年）：札幌市と「さっぽろ食の安全・安心推進協定」を締結[10]。

## 施設
客室
- 21F ラグジュアリーフロア
  - ビューバススイートヨーロピアン (59.3 m²)
  - ビューバススイートニューヨーク (57.9 m²)
  - ビューバススイートイタリアン (54.6 m²)
  - ラグジュアリースイートツイン (54.2 m²)
  - ラグジュアリースイートダブル (58.1 m²)
  - ラグジュアリーコーナースイート 4BED (62.9 m²)
  - インペリアルスイート (133.6 m²)
- 18F〜20F プレミアフロア
  - プレミアシングル (18.7 m²)
  - プレミアツイン (24.3 m²)
  - プレミアラージツイン (33.2 m²)
  - プレミアクイーンダブル (24.3 m²)
  - プレミアキングダブル (31.4 m²)
  - プレミア 4BED (52.6 m²)
- 15F〜17F コンフォートフロア
  - コンフォートシングル (18.7 m²)
  - コンフォートツイン (24.3 m²)
  - コンフォートラージツイン (33.2 m²)
  - コンフォートデラックスツイン (37.1 m²)
  - コンフォートクイーンダブル (24.3 m²)
  - コンフォート 4BED (52.6 m²)
- 12F〜14F スーペリアフロア
  - スーペリアダブル (18.7 m²)
  - スーペリアツイン (24.3 m²)
  - スーペリアラージツイン (33.2 m²)
  - スーペリアクイーンダブル (24.3 m²)
  - スーペリアトリプル (31.4 m²)
- 5F〜6F・10F〜11F リニューアルスタンダードフロア
  - リニューアルスタンダードダブル (18.7 m²)
  - リニューアルスタンダードツイン (24.3 m²)
  - リニューアルスタンダードラージツイン (33.2 m²)
  - リニューアルスタンダードトリプル (31.4 m²)
- 7F〜9F スタンダードフロア
  - スタンダードシングルルーム (18.7 m²)
  - スタンダードセミダブル (18.7 m²)
  - スタンダードツイン (24.3 m²)
  - スタンダードラージツイン (33.2 m²)
  - スタンダードトリプル (31.4 m²)
  - スタンダードファミリー (37.1 m²)

レストラン・バー
- ブッフェ&パーティコート グラスシーズンズ
- 鉄板焼 やまなみ
- ろばた・すし・北のめし あきず
- 中国料理 南園
- 予約制個室和食 みやま
- カフェ デュエット
- メインバー クロスヴォールト

ウェディング
- チャペル「Forever」
- カリヨンガーデン
- 神前式場「高砂」

宴会・会議

| - 大宴会場 - エミネンスホール (1,000 m²) - プラザホール (538 m²) - 中宴会場 - 雅の間 (310 m²) - 扇の間 (310 m²) - スカイバンケットルーム ペガサス (178.5 m²) - ローズルーム (200 m²) - チェリールーム (145 m²) | - 小宴会場 - クローバールーム (110 m²) - ラベンダールーム (91 m²) - クラウンルーム (107 m²) - 琴の間 (58 m²) - 笛の間 (73 m²) - 蒼樹庵 (壱の間27畳、弐の間20畳) - グラスシーズンズ (テラスサイドA64 m²、テラスサイドB48 m²、ホールサイドC56 m²、ホールサイドD56 m²) - スカイバンケットルーム アンブローシア (70 m²) - オリオン (23.8 m²) - スズラン (20 m²) - リラ (15.5 m²) |

会員制スポーツ&フィットネス「ペント・セプト」
- プール
- ジム
- 浴室・サウナ
- スタジオ
- メンバーズルーム

その他
- ペストリーブティック ポピンズ
- プラザ・ギャラリー

ショッピングアーケード
- liebe〜リエベ〜
- Forest〜フォレスト〜
- ABISTE〜アビステ〜[11]
- いたがき[12]
- 札幌さえら[13]
- 日本綜合テレビ
- 代官山スタジオ リトル・マーサ
- リ・マイン[14]
- リ・マイン プレミアム
- 欧紗麗館かわなか
- ドレス&ビューティーサロン［美容室］
- ドレス&ビューティーサロン［衣裳室］
- 絵留夢（えるむ）[15]
- フローリスト彩花（さいか）[16]
- トヨタレンタリース新札幌[17]

## アクセス
北5条手稲通沿いに立地している。
- 北海道旅客鉄道（JR北海道）札幌駅から徒歩約5分
- 札幌市営地下鉄南北線さっぽろ駅から徒歩約7分
- 札幌市営地下鉄東豊線さっぽろ駅から徒歩約10分
- 新千歳空港から車で約1時間
  - 北海道中央バス、北都交通 新千歳空港連絡バス「京王プラザホテル札幌」停留所